# Институт Бизнеса БГУ
Институт Бизнеса БГУ (англ. School of Business BSU) — структурное подразделение Белорусского государственного университета, предоставляющее высшее образование в сфере бизнеса и экономики на русском и английском языках. Является членом международных бизнес-ассоциаций таких как: 
- Ассоциация развития менеджмента стран Центральной и Восточной Европы;
- Ассоциация по развитию университетских бизнес-школ;
- Европейский фонд развития менеджмента.

На 2023 год в Институте на первой ступени обучается 2090 студентов. Из них 1 274 обучаются на дневной форме и 816 на заочной.

## История

### История Института Бизнеса БГУ
Институт бизнеса Белорусского государственного университета (БГУ) был создан в 2018 году в результате слияния двух учебных заведений БГУ: Государственного института управления и социальных технологий (ГИУСТ) и Института бизнеса и менеджмента технологий (ИБМТ). Это решение было одобрено Советом БГУ 9 апреля 2018 года . 
Юридическое лицо под названием "Государственное учреждение образования 'Институт Бизнеса Белорусского государственного университета'" было официально зарегистрировано 19 апреля 2018 года. Одной из причин объединения институтов было устранение дублирования специальностей в рамках БГУ, что способствовало повышению конкурентоспособности образовательных программ .

### История Государственного Института Управления и Социальных Технологий (ГИУСТ)
История Государственного института управления и социальных технологий БГУ (ГИУСТ БГУ) берет свое начало 14 марта 1997 г., когда в соответствии с приказом ректора Белорусского государственного университета был создан специальный факультет управления и социальных технологий БГУ. 19 августа 2003 г. факультет был реорганизован в Государственный институт управления и социальных технологий БГУ (ГИУСТ БГУ). 

### История Института Бизнеса и Менеджмента Технологий БГУ (ИБМТ)
Как утверждают создатели института, основной предпосылкой возникновения ИБМТ БГУ послужила необходимость готовить специалистов, которые могли бы управлять бизнесом в условиях становления рыночной экономики Беларуси и международного рынка. Все преподаватели в первые годы после основания института прошли обучение и стажировку в Америке. На протяжении шести лет преподавание велось только на английском языке, ряд курсов читали преподаватели из США, Швеции, Франции.
Основные даты и события из истории Института:
- 1996 год. Начало совместного белорусско-американского образовательного проекта «Программа по экономике и менеджменту технологий» (ПЭМТ) между БГУ и Институтом Экономики при Университете Колорадо, США.

- 1998 год. Состоялся первый выпуск магистров по специальности «Менеджмент».

- 1999 год. Образовательная программа магистерского уровня «Master of Business Administration» (МВА) начала работу. Открыта программа переподготовки по специальности «Финансы и кредит».

- 2001 год. Состоялся первый набор слушателей на программу повышения квалификации «Международные стандарты финансовой отчетности».

- 2003 год. Выпускники Института впервые в Беларуси получили государственный диплом магистра по специальности «Бизнес-администрирование».

- 2004 год. Состоялся набор студентов на обучение по специальности «Бизнес-администрирование» (бакалавриат). Начала работать программа переподготовки «Европейский менеджер».
- 2005 год. Был открыт Оршанский филиал Государственного учреждения образования «Институт бизнеса и менеджмента технологий» Белорусского государственного университета с решением Ученого Совета Института от 27 апреля 2005 г. (протокол № 8). Общая численность студентов на тот момент составляла всего лишь 54 человека [4].

- 2006 год. Начала работу программа модульной профессиональной подготовки для финансистов, экономистов, бухгалтеров «МСФО&DIP» (программа повышения квалификации). В рамках партнерства с Molde University College (Норвегия) открыта Совместная белорусско-норвежская магистерская программа по логистике.

- 2007 год. В рамках подписанного совместного соглашения о сотрудничестве между Министерством экономики Республики Беларусь и Федеральным министерством экономики и технологий Германии ИБМТ БГУ назначен координатором Совместной белорусско-немецкой программы по подготовке управленческих кадров для экономики Республики Беларусь.

- 2010 год. Открылся Центр английского языка. Программа переподготовки «Логистика» набрала первых слушателей.

- 2011 год. Институт получил сертификаты системы менеджмента качества на соответствие требованиям международного стандарта ИСО 9001 в национальной системе сертификации и в немецкой системе сертификации TGA. Начата подготовка по специальности высшего образования «Управление информационными ресурсами»

- 2014 год. Начата подготовка по специальности "Бизнес-администрирование" (первая ступень высшего образования) полностью на английском языке. Открыт филиал кафедры бизнес-администрирования ИБМТ на базе Польско-белорусской торгово-промышленной палаты в Варшаве. Подписано Соглашение о программе двойных дипломов для студентов специальности «Логистика» с университетом прикладных наук Кюменлааксо (Финляндия). Начато сотрудничество ИБМТ по проведению образовательных программ, семинаров, конференций с Торгово-промышленной палатой Италия-Беларусь региона Абруццо.
- 2015 год. Открыты программы переподготовки: «Программное обеспечение информационных систем», «Прикладная математика», «Рекламный менеджмент», "Промышленная экология и рациональное использование природных ресурсов", "Экологический менеджмент", «Современные иностранные языки». Начато сотрудничество с Университетом экономики г.Любляны (Словения) в сфере обмена студентами и преподавателями, участия в конференциях и образовательных семинарах, участия в образовательных пректах Европейского Союза. ИБМТ был аккредитован Государственным комитетом по науке и технологиям и Академией наук Республики Беларусь в качестве  научной организации.
- 2017 год. Начата подготовка специалистов по IPO в формате повышения квалификации. Подписан Меморандум о взаимопонимании с Батумским государственным университетом имени Шота Руставели [5].

## Специальности института
Институт бизнеса БГУ осуществляет подготовку специалистов в формате первого высшего образования, II ступени высшего образования (магистратуры), I ступени послевузовского образования (аспирантуры), а также переподготовки кадров и повышения квалификации.
Первая ступень высшего образования (для выпускников школ и колледжей):
- Бизнес-администрирование
- Логистика
- Маркетинг
- Управление информационными ресурсами

Вторая ступень высшего образования 
- Технологии управления персоналом (обучение на русском и английском)
- MBA (обучение на русском и английском)
- Финансовый менеджмент (обучение на русском и английском)
- Финансы и кредит (обучение на русском и английском)
- Маркетинговые коммуникации в цифровой экономике
- Цифровая логистика
- Инновационный менеджмент
- Образовательный менеджмент
- Государственное управление
- Управление цифровой экономикой

## Директора Института Бизнеса
Бригадин Пётр Иванович (2018 — 2021)
Исполняющий обязанности дриректора — Манкевич Валерий Викторович (2021 — 2023)
Манцурова Наталья Владимировна (2023 — Наст. время)